# Werner Kampe

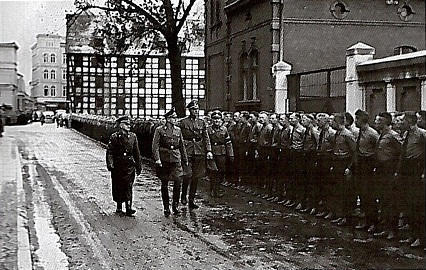
Werner Kampe (drugi od lewej) podczas przeglądu bydgoskiego Selbstschutzu

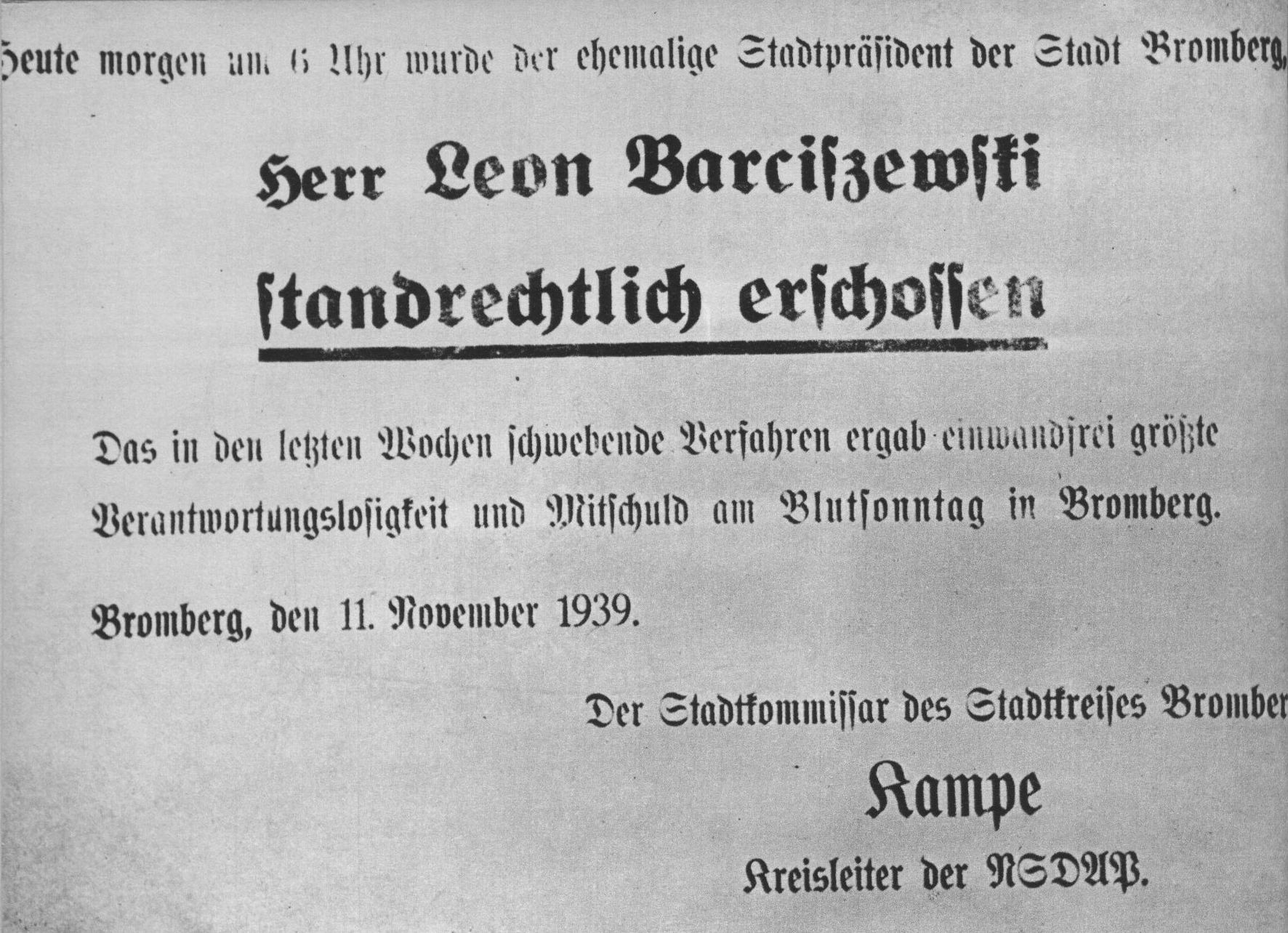
Obwieszczenie podpisane przez Kampego, informujące o rozstrzelaniu w dniu 11 listopada 1939 ostatniego przedwojennego prezydenta Bydgoszczy – Leona Barciszewskiego

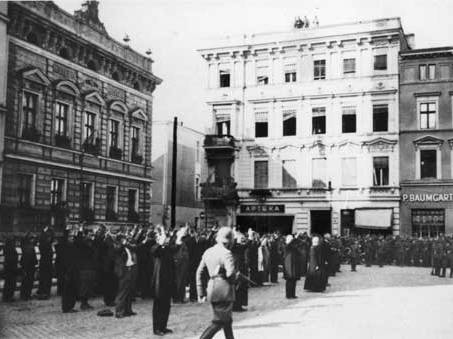
Polscy zakładnicy na Starym Rynku w Bydgoszczy we wrześniu 1939 r.

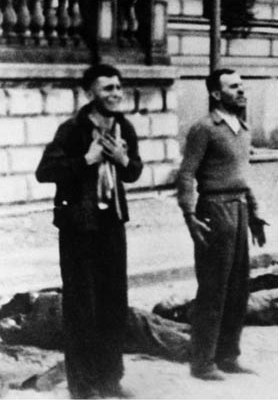
Zakładnicy na chwilę przed egzekucją, 9-10 września 1939 r., przed kościołem pojezuickim

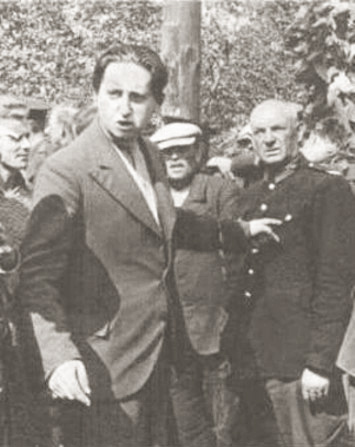
Volksdeutsch denuncjujący Polaka – rzekomego uczestnika "Krwawej niedzieli"

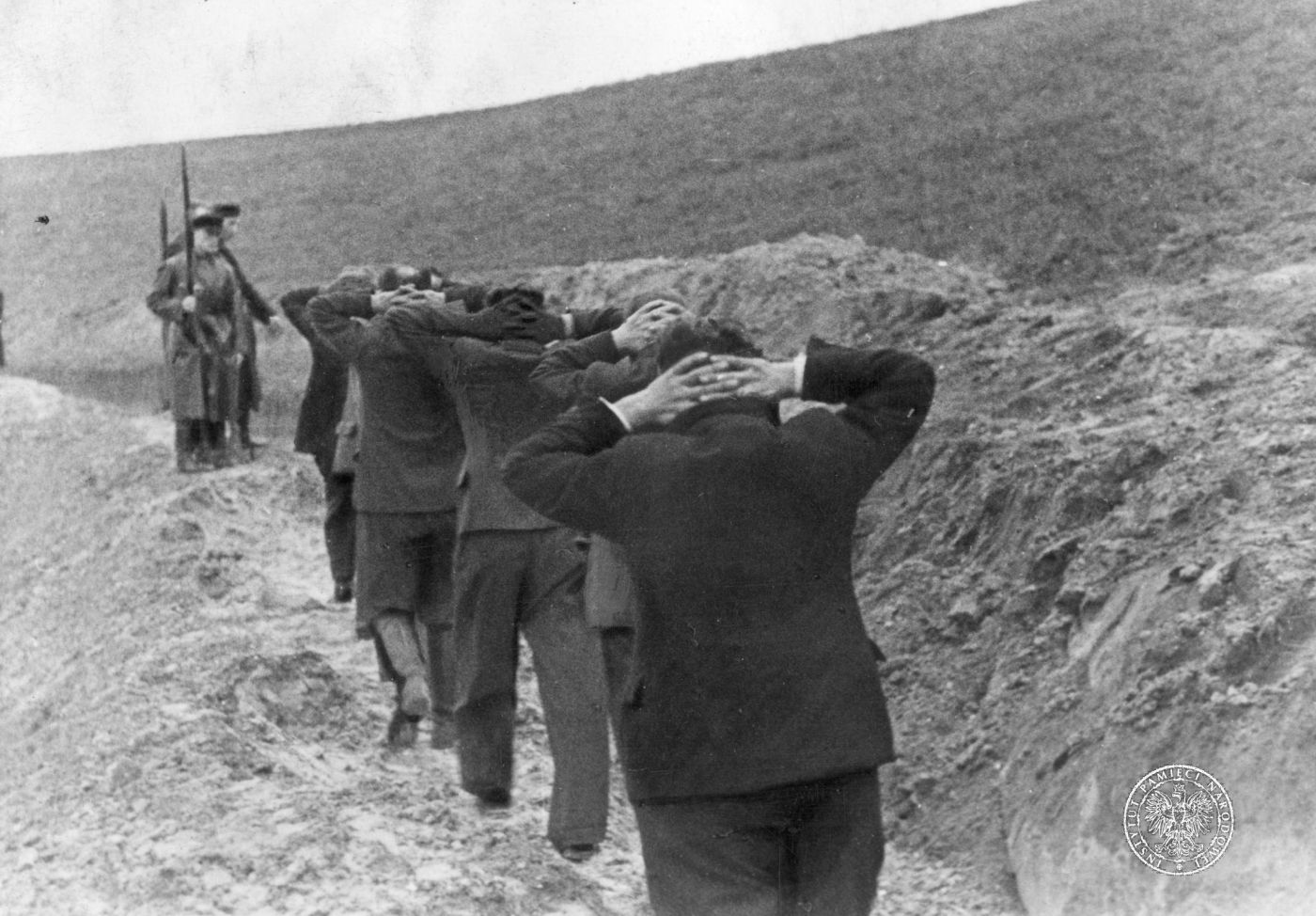
Polscy nauczyciele w drodze na egzekucję w „Dolinie Śmierci”

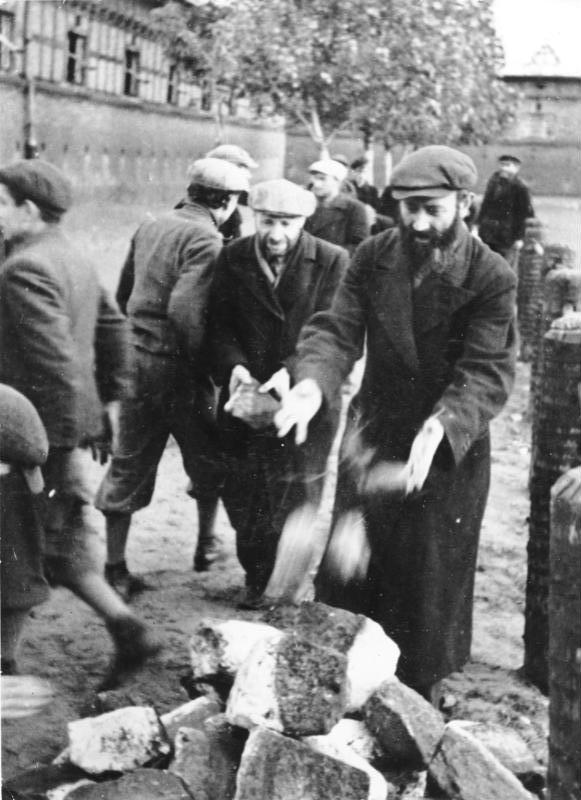
Żydzi uwięzieni w bydgoskim obozie dla internowanych - październik 1939 r.

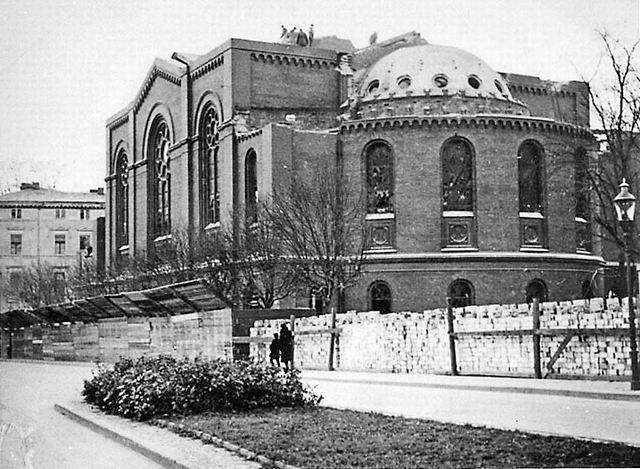
Bydgoska synagoga rozbierana na rozkaz Wernera Kampe - grudzień 1939 r.

Werner Adolf Kampe (Kamiński, ur. 1911 w Nowym Dworze Gdańskim, zm. 1974 w Hanowerze) – kreisleiter NSDAP, SS-Hauptsturmführer, nadburmistrz Bydgoszczy w okresie: wrzesień 1939 – luty 1941, zbrodniarz wojenny odpowiedzialny za mordy Polaków i Żydów w Bydgoszczy oraz wyburzenia przeprowadzone w rejonie Starego Miasta w Bydgoszczy.

## Życiorys
Werner Adolf Kampe urodził się 11 maja 1911 r. w Nowym Dworze Gdańskim. Był najstarszym synem kupca Adolfa Kamińskiego i jego żony Berty z domu Schwichtenberg. Ojciec poległ w 1918 roku na jednym z frontów I wojny światowej. Sprawiło to, iż jego matka zmuszona była opuścić Nowy Dwór Gdański i w poszukiwaniu egzystencji - zamieszkiwać kolejno w Berlinie i Sopocie. Uczęszczał do różnych szkół, lecz nauka nigdy nie była najsilniejszą cechą jego zainteresowań, toteż zdołał odebrać jedynie podstawowe wykształcenie.
W 1920 r. jego matka Berta Kamińska poślubiła kupca Heinricha Freimanna. Do listopada 1927 r. pozostawał w domu matki i ojczyma, następnie zaś został skierowany na naukę zawodu kupieckiego do firmy Ertmann i Perlewitz w Gdańsku. Tutaj rozpoczął pracę zawodową, pełniąc kolejno funkcje sprzedawcy, kierownika oddziału i przedstawiciela handlowego.

### Działalność przed 1939
W październiku 1930 r., mając 19 lat, wstąpił do gdańskiej organizacji NSDAP, gdzie rozpoczął aktywną działalność polityczną, co zapewniło mu szybki awans na kierownika sekcji. W połowie 1932 r. firma Ertmann i Perlewitz postanowiła zwolnić swojego wychowanka z posady, wobec czego znalazł się bez pracy. Dysponując znaczną ilością wolnego czasu, jeszcze bardziej ożywił swoją działalność polityczną w NSDAP, udzielając się częściowo w urzędzie propagandy, częściowo zaś w urzędzie do spraw gospodarczych. Przez pewien czas był adiutantem kreisleitera. Pracował też w sklepie swoich rodziców w Nowym Dworze Gdańskim. W tym okresie wstąpił do SS, gdzie z czasem dosłużył się stopnia hauptsturmführera.
W 1933 r. po przejęciu władzy w Niemczech przez hitlerowców, rozwój jego kariery nabrał tempa. Odtąd zajął mocną pozycję w kierownictwie gdańskiej NSDAP. Stosownie do posiadanych kwalifikacji, został mianowany urzędującym kierownikiem do spraw gospodarczo-finansowych, a jednocześnie eksperymentował w dziedzinie politycznej, wykonując szereg zadań o specjalnym charakterze. Gorliwość, z jaką wywiązywał się z tych obowiązków sprawiła, że w listopadzie 1934 roku gauleiter Albert Forster powołał go na swojego adiutanta. Tym samym znalazł się on w ścisłej czołówce kierownictwa NSDAP w Gdańsku. Nominacja ta była rezultatem licznych rozgrywek personalnych, jakie toczyły się w gdańskiej NSDAP i zostały zakończone w jesieni 1934 r. ostatecznym zwycięstwem Forstera i jego grupy oraz opuszczeniem stanowiska prezydenta Senatu Wolnego Miasta Gdańska i zastępcy gauleitera przez Hermanna Rauschninga.
Adiutantura u Forstera stała się dla Kampego doskonałą szkołą narodowosocjalistycznej doktryny i praktyki. Po dwóch latach szef mianował go kreisleiterem powiatu gdańskiego. Jednocześnie objął stanowisko kierownika zarządu nieruchomości miejskich, które stało się dlań odskocznią do uzyskania w sierpniu 1939 roku nominacji na radcę rządowego. W 1937 r. zmienił nazwisko na Kampe, odcinając się od swoich polskich korzeni.

### Nadburmistrz Bydgoszczy
Wybuch wojny i zajęcie Pomorza przez wojska hitlerowskie rozszerzyły zasięg działania gdańskiej organizacji NSDAP na całą prowincję, nazywaną w terminologii okupanta Gdańsk-Prusy Zachodnie. Drugim pod względem wielkości i znaczenia polityczno-społecznego ośrodkiem na tym terenie była Bydgoszcz. Nic więc dziwnego, że kandydatem nr jeden do objęcia najwyższej władzy politycznej i administracyjnej na tym terenie mógł zostać jedynie człowiek z najbliższego otoczenia Forstera, którego gauleiter darzył pełnym zaufaniem. Wybór padł na 28-letniego wówczas Wernera Kampe. Został on mianowany kreisleiterem NSDAP i komisarzem miasta Bydgoszczy z dniem 8 września 1939 roku.
Po przybyciu do miasta, zainstalował się w ratuszu i jednocześnie w budynku przy ul. Gdańskiej 50, gdzie przystąpił do tworzenia miejscowej organizacji NSDAP. Zajął również na mieszkanie luksusową willę położoną przy ulicy Sielanka 8a, która sąsiadowała z siedzibą Selbstschutzu. Natomiast w budynku przy ul. Gdańskiej 48, przyległym do siedziby kierownictwa NSDAP ulokowano został miejski sztab jednostki SS.
Urząd komisarza miasta sprawował do dnia 27 października 1939 r., kiedy oficjalnie mianowano go nadburmistrzem Bydgoszczy.
Na swoim stanowisku zjednoczył całokształt władzy politycznej i administracyjnej, co miało przemożny wpływ na losy miasta w początkowym okresie okupacji. Początkowo przeciwnikiem Kampego okazał się dr Sperling działający uprzednio w Słupsku, który przyjechał do Bydgoszczy z pełnomocnictwem Ministerstwa Spraw Wewnętrznych III Rzeszy, aby objąć tu stanowisko nadburmistrza miasta. Kampe nie ustąpił mu stanowiska, mimo interwencji wyższego oficera Wehrmachtu płk von Sohde, który zagroził użyciem siły. W wyniku awantury, jaka powstała na tle tego incydentu, Kampe odwołał się telefonicznie do Forstera, ten zaś użył swojego wpływu na Hitlera, aby nie tylko zachować Kampego na stanowisku, ale także przyłączyć rejencję bydgoską do prownicji Gdańsk-Prusy Zachodnie, a nie do Kraju Warty, jak planowało ministerstwo spraw wewnętrznych.
W świetle hitlerowskiego systemu władzy Kampe jako kreisleiter NSDAP i nadburmistrz sprawował stanowisko wodzowskie nad miejskim systemem administracji państwowej oraz samorządem terytorialnym. Dodatkowo w świetle dekretu Hitlera z 28 sierpnia 1939 r. mógł wykonywać samowolne działania i przejawiać „własną inicjatywę”, bez tłumaczenia się władzom zwierzchnim. Na mocy dekretu inkorporacyjnego z dnia 8 października 1939 r. (o wcieleniu części ziem polskich do III Rzeszy) Kampemu jako nadburmistrzowi podporządkowane zostały pod względem politycznym również władze specjalne. Mógł także oddziaływać na urzędy policji politycznej (gestapo i SD), chociaż nie sprawował nad nimi władzy.
Atrybuty jego stanowiska i zaufanie, jakim darzył go Forster sprawiły, że Werner Kampe otrzymał niemal pełnię władzy w okupowanej Bydgoszczy i mógł swobodnie jej nadużywać, bez obawy o konsekwencje. Należało do niego zorganizowanie i uruchomienie hitlerowskiego aparatu okupacyjnego, stawianie przed nim poszczególnych zadań, dopilnowywanie ich realizacji i zdawanie sprawy gauleiterowi ze wszystkiego, co dzieje się w mieście. Dodatkowo, chcąc być wysoko ocenionym przez zwierzchników i utrzymać władzę, był „hitlerowcem wzorowym”, fanatycznie realizującym nazistowską politykę terroru.
Pierwszymi niemieckimi instytucjami, z którymi Kampe nawiązał kontakt i rozpoczął współpracę były pośpiesznie zorganizowane urzędy policji (von Proeck), Selbstschutzu (Ludolf von Alvensleben) i gestapo (Jakob Lölgen, potem Karl Rux). Głównymi celami jego działalności w pierwszym okresie było: przekształcenie Bydgoszczy w miasto niemieckie, organizacja placówki NSDAP, pozyskanie współpracowników, nie przyjmowanie delegacji i nie uwzględnianie próśb, likwidacja polskich stowarzyszeń i prasy, konfiskata radioodbiorników, samochodów i paliwa, przejęcie szkół, uruchomienie kin i wozów z głośnikami, internowanie polskiej inteligencji, wprowadzenie godziny policyjnej od zmroku do świtu.
Najważniejszym celem była jednak dyskryminacja i eksterminacja ludności polskiej prowadzona w sposób planowy i centralnie kierowany. Uzasadniono ją koniecznością ujęcia sprawców tzw. Krwawej Niedzieli bydgoskiej, której przygotowania starano się wmówić Polakom. Jesienią 1939 r., przy czynnym udziale Kampego, propaganda goebbelsowska stworzyła mit o prześladowaniach bydgoskich volksdeutschów, która miała być wyzwalaczem uczuć zemsty i okrucieństwa u tysięcy urzędujących tu funkcjonariuszy hitlerowskich oraz uzasadniać krwawe represje prowadzone na ludności polskiej.

#### Akcja bezpośrednia
Wszczęta pod kierownictwem Wernera Kampe „akcja bezpośrednia” przeciwko mieszkańcom Bydgoszczy, określana też w terminologii niemieckiej „akcją przeciw inteligencji” (niem. Intelligenzaktion) miała na celu unicestwienie tych Polaków, którzy mogli się okazać niebezpieczni lub niewygodni dla okupanta.
Wprowadzony został trzypunktowy program działania, który, zakładał: 
- fizyczne zlikwidowanie tych Polaków, którzy zajmowali w przeszłości kierownicze stanowiska, lub też mogli być organizatorami polskiego ruchu oporu,
- wysiedlenie z miasta wszystkich zasiedziałych mieszkańców oraz tych którzy przybyli tu z centralnych rejonów kraju,
- przeniesienie w głąb Niemiec Polaków „wartościowych pod względem rasowym”.

Akcja bezpośrednia stanowiła w praktyce realizację pierwszego i drugiego z tych zadań, zaś wykonanie trzeciego odłożono na później.
Polaków wyłapywanych na ulicach, bądź wyciąganych z domów, umieszczano w aresztach urządzonych na terenie koszar wojskowych, w więzieniu przy Wałach Jagiellońskich, w budynku gestapo przy ulicy Poniatowskiego, w podziemiach byłego Klubu Polskiego przy ul. Gdańskiej 50 i w szeregu innych miejsc. Mordowano ich w czasie przesłuchań, wywożono do okolicznych lasów i tam rozstrzeliwano, albo stawiano przed sądem specjalnym, który często wydawał wyroki śmierci.
Fizyczne unicestwianie Polaków odbywało się również w trakcie licznych „akcji pacyfikacyjnych”, czyli pogromów urządzanych w poszczególnych osiedlach miasta. Każda z tych akcji była uprzednio starannie planowana i przygotowywana „pod względem politycznym” przy udziale Kampego. Otrzymywał on również sprawozdania policji, gestapo i SD, obrazujące przebieg i wyniki poszczególnych akcji, które przekazywał następnie w formie zbiorczej Forsterowi.
Jedną z inicjatyw nadburmistrza Kampego było użycie podstępu w likwidacji Polaków, którzy wyjechali z miasta obliczu nadciągającego frontu. Pod koniec września 1939 r. ogłoszono apel, aby wszyscy obywatele miasta powrócili do swoich domów i zakładów pracy. Kiedy przybysze znaleźli się na miejscu stwierdzali, że ich mieszkania są opieczętowane, a zezwolenie na ponowne ich objęcie udziela osobiście Werner Kampe. Przyjmując petentów w biurze nadburmistrza, funkcjonariusze dokonywali „selekcji”, kierując inteligentów polskich do aresztu gestapo, a następnie na miejsca straceń: Tryszczynie, „Dolinie Śmierci” i wielu innych.
Kampe jest odpowiedzialny za zamordowanie wielu osób, które osobiście wskazywał „do likwidacji”, w tym byłych polskich urzędników miejskich oraz prezydenta Bydgoszczy Leona Barciszewskiego, rozstrzelanego wraz z 18-letnim synem celowo w dniu Narodowego Święta Niepodległości 11 listopada 1939 r. Według zeznań świadka ks. Jana Konopczyńskiego, 10 listopada 1939 r. do piwnicy gestapo, w której przebywał Barciszewski, przybył Werner Kampe. Dokonał on przeglądu więźniów, a ujrzawszy byłego prezydenta zdziwił się, że ten jeszcze żyje i zelżył go wulgarnymi słowami.
Występując jako organizator łapanek, aresztowań i rozstrzeliwań, stał się głównym funkcjonariuszem hitlerowskim, odpowiedzialnym za to, co działo się w Bydgoszczy od września 1939 do wiosny 1941 roku. W świetle prawa międzynarodowego był zbrodniarzem wojennym, winnym organizowania i współdziałania w popełnianiu ludobójstwa. Osoby, które nawiązały z nim bezpośredni kontakt, zapamiętały go jako człowieka kierującego się wyjątkową nienawiścią do wszystkiego co polskie. Opisując w 1955 represje stosowane przez Niemców w Bydgoszczy Julis Hoppenrath (Nadprezydent gdańskiej administracji skarbowej) twierdził: "na tym polu szczególnie aktywny był ówczesny kierownik powiatowej instancji partyjnej Kampe. Polska inteligencja przypłaciła życiem jego działalność".
Akcją bezpośrednią prowadzoną na terenie Bydgoszczy, żywo interesowano się w Gdańsku i w Berlinie. Dowodzi tego fakt, że w czasie jej trwania kilkakrotnie przyjeżdżał do Bydgoszczy gauleiter prowincji Albert Forster, a także byli tu reichsführer SS Heinrich Himmler i szef propagandy III Rzeszy Joseph Goebbels.

#### Wyburzenia Starego Miasta w Bydgoszczy
Werner Kampe był inicjatorem zburzenia bydgoskiej synagogi mieszczącej się przy zbiegu ulic: Wały Jagiellońskie i Jana Kazimierza. Początkowo, 14 września 1939 r., wystąpił z propozycją ogłoszenia przetargu na usunięcie gmachu. Jednak w cztery dni później poprosił radcę budowlanego Franza Froesego, kierownika Miejskiego Urzędu Budownictwa Naziemnego, o zorganizowanie grupy fachowców, którzy w jak najszybszym czasie rozebraliby bożnicę. Ostatecznie budynek został zburzony w grudniu 1939
20 września 1939 r. zażądał również zlikwidowania stojącego w pobliżu gmachu starostwa przy ul. Słowackiego pomnika Henryka Sienkiewicza oraz monumentu Nieznanego Powstańca Wielkopolskiego przy ul. Bernardyńskiej
Korzystając z tzw. wolnej ręki w sprawach przesiedleń Polaków i Żydów, Kampe podjął na jesieni 1939 r. próbę ustanowienia w centrum miasta (okolice ratusza) dzielnicy niemieckiej. W części zamysł ten został wprowadzony w życie dzięki zgrupowaniu w tym rejonie siedzib wielu hitlerowskich instytucji oraz przejęciu przez Niemców sklepów i restauracji. Nie udało się natomiast zasiedlić w pełni Niemcami tutejszej substancji mieszkaniowej, gdyż wielu dygnitarzy wolało nadal mieszkać w dzielnicach willowych.
W grudniu 1939 r. Kampe zaproponował generalną przebudowę centrum miasta, by stało się „das neue deutsche Bromberg”. Wystąpił on z propozycją zburzenia zachodniej pierzei Starego Rynku z kościołem pojezuickim na czele, z myślą o wzniesieniu nowego ratusza i stworzenia u jego podnóża dużej przestrzeni, na której można by organizować defilady i przemarsze rozmaitych formacji militarnych, paramilitarnych i policyjnych, w czym lubowali się narodowi socjaliści.
Przesłuchiwany po wojnie prezydent policji porządkowej w Bydgoszczy (niem. Ordnungspolizei), antagonista Kampego, Otto von Proeck zeznał:

"”Kampe zupełnie ze mną się nie liczył. Na jednej z konferencji Forster wysunął projekt zburzenia kościoła oo. jezuitów w Bydgoszczy. Pomysł ten wyszedł od Kampego, który był kompletnym ignorantem w dziedzinie sztuki. Był to człowiek bez wykształcenia, z zawodu pomocnik handlowy branży konfekcyjnej.”"

Forster na interwencję v. Proecka oświadczył, że o ile Kampe uważa, że dla ratusza potrzeba „widoku słońca”, należy kościół zburzyć.
Idea ta doczekała się w pierwszej połowie 1940 r. częściowego urzeczywistnienia. Wyburzeniu uległ kościół pojezuicki oraz przylegające doń od prawej strony trzy kamienice, zaś od lewej gmach Muzeum Miejskiego. Nie udało się natomiast hitlerowcom wznieść nowej budowli. Dodatkowo wyburzono wschodnią pierzeję kamienic wzdłuż ul. Mostowej. Ponieważ rozbiórki dotyczyły prywatnych właścicieli posesji, o sprzeciwie nie mogło być mowy.

#### Malwersacje finansowe
Na początku 1940 r. Werner Kampe był przesłuchiwany przez pracowników hitlerowskiej prokuratury w sprawie o grabież i przywłaszczenie sobie mienia zamordowanych przez niego Polaków. Natychmiast po zjawieniu się w Bydgoszczy stworzył Biuro Odszkodowań dla Niemców, którzy mieli ucierpieć w czasie działań wojennych. Biuro to rekwirowało meble i wartościowe przedmioty z mieszkań Polaków i przydzielało je Niemcom. Była to jednak samowolna działalność Kampego, sprzeczna z kompetencjami utworzonego przez centralne władze III Rzeszy – Głównego Urzędu Powierniczego – Wschód. Spowodowało to wzajemne pretensje i dochodzenia. Szereg osób z otoczenia Kampego aresztowano, lecz jego samego korzystającego z „politycznej ochrony” Forstera – pozostawiono w spokoju. Powodem było to, że podczas „zabezpieczania” polskiego mienia rozkradano je w straszliwy sposób, wywożąc do własnych pomieszczeń, zamiast do wyznaczonych magazynów, co powodowało gwałtowne wybuchy zazdrości innych miejscowych Niemców i donosy do policji i gestapo.

### Działalność 1941–1945
Podejrzenia o malwersacje finansowe oraz rozgrywki personalne między Kampem i Güntherem Paltenem (prezydentem rejencji), a prokuratorem niemieckim dr Kempem i szefem miejscowej policji von Proeckiem spowodowały, że 18 lutego 1941 r. został on z Bydgoszczy przeniesiony do Gdańska. Albert Forster mianował go kreisleiterem powiatu gdańskiego. Jednak i na tej posadzie „podpadł” i w konsekwencji został skierowany na front. 29 kwietnia 1945 r. dostał się do niewoli amerykańskiej pod nadbałtyckim Wismarem.

### Uniknięcie odpowiedzialności po 1945
Z powodu braku jego nazwiska na międzynarodowej liście poszukiwanych zbrodniarzy wojennych CROWCASS (ang. The Central Registry of War Criminals and Security Suspects), został przez Amerykanów zwolniony i zapewne pod przybranym nazwiskiem osiedlił się w Erfurcie, w radzieckiej strefie okupacyjnej.
Pierwsza wzmianka o poszukiwaniu Kampego w aktach byłej Okręgowej Komisji Badania Zbrodni Niemieckich w Bydgoszczy pojawia się dopiero w sierpniu 1946 r. 30 listopada 1946 r. Sąd Okręgowy w Bydgoszczy wydał postanowienie o oskarżeniu Kampego o zbrodnie wojenne. Przyspieszenie postępowania nastąpiło dopiero wiosną 1947 r., kiedy to w bydgoskim ratuszu odnaleziono archiwalne dokumenty dotyczące poczynań Kampego, świadczące o jego roli w inspirowaniu masowych egzekucji w pierwszych miesiącach niemieckiej okupacji w Bydgoszczy. 27 maja 1947 r. sędzia apelacyjny śledczy ds. wyjątkowego znaczenia w Warszawie napisał do dyrektora Głównej Komisji Badania Zbrodni Niemieckich w Polsce, iż dobrze byłoby sądzić razem Kampego z Forsterem. Dopiero wówczas w warszawskiej centrali zorientowano się, że nazwisko Kampe w ogóle nie figuruje na listach poszukiwanych przez Polskę zbrodniarzy wojennych.
Niestety poszukiwania polskich misji wojskowych ds. badania niemieckich zbrodni wojennych w zachodnich strefach okupacyjnych nie dały rezultatu, ponieważ Kampe przebywał w tym samym czasie w strefie radzieckiej, czego nikt się nie spodziewał.
Tymczasem w 1954 r. Kampe przedostał się do Niemiec Zachodnich (przypuszczalnie przez niezbyt jeszcze wówczas szczelną zieloną granicę) i osiedlił się w Hanowerze. W centrum miasta przy ul. Gustawa Adolfa 18 po jakimś czasie otworzył oficjalnie biuro ubezpieczeniowe pod własnym nazwiskiem. Podczas przygotowań do tzw. "Brombergerprozess" w Monachium, który odbył się w 1966 r., prokurator postawił Kampemu zarzut zamordowania prezydenta Bydgoszczy Leona Barciszewskiego i jego syna. Sąd nie wyraził jednak zgody na objęcie go aktem oskarżenia, wezwał jedynie na świadka.
Krzysztof Kąkolewski, polski reportażysta, odszukał wówczas Kampego w Hanowerze i poprosił o rozmowę. Otrzymał jednak stanowczą odmowę: 

"”O czasach wojny najlepiej niech pan zapomni”"

 - poradził dziennikarzowi były nadburmistrz Bydgoszczy.
Werner Kampe zmarł w Hanowerze 23 maja 1974 roku.